# Der Profi 2
Der Profi 2 ist ein französischer Actionfilm von 1987. Der Film wurde von Jacques Deray inszeniert, mit Jean-Paul Belmondo in der Hauptrolle. Der Film feierte am 14. Mai 1987 seine Premiere in der Bundesrepublik Deutschland.

## Handlung
Stan und Simon wollen den Polizeidienst verlassen und sich eine neue Zukunft mit Simons Sohn auf einer Insel aufbauen. Bei ihren letzten Streifzügen durch die Bars entdecken sie im Nachtclub „New York“ den Gewaltverbrecher Schneider. Schneider lockt Simon in die Toilette und erschießt ihn kaltblütig. Stan verfolgt ihn, aber er entkommt. 
Zwei Jahre später kehrt Schneider aus dem Exil zurück und rächt sich an seinem Kumpel Sumatra, der mit Stan zusammenarbeitet. Stan ist nach Simons Tod bei der Polizei geblieben und hat dessen Sohn in ein Internat gegeben. Von dort aus reißt der Kleine aber dauernd aus und macht ihm seine zahlreichen Freundinnen scheu. Derweil hat Schneider sich auf Raubüberfälle mit besonderer Härte spezialisiert, die er mit einer Bande ausführt. Stan nimmt seine Spur auf und verhaftet den Bankräuber Pignon. Er handelt mit ihm den Deal aus, sich mit Schneider zu treffen. Nebenbei besucht er Schneiders unmittelbare Partner, die Carmonis, in deren Casino und setzt sie unter Druck. Da Schneider ziemlich unberechenbar ist, wollen die Carmonis ihn mit Hilfe von Pignon loswerden. Pignon trifft sich mit Schneider. Stan steht mit seinen Männern bereit, doch sein Kollege Kommissar Pezzoli fährt ihm in die Parade und es kommt zum Schusswechsel, wobei Pignon von Schneider bei der Flucht erschossen wird. Als letzten Ausweg stürmt Stan das Casino, bemächtigt sich der Beute und versteckt sie im Kommissariat. 
Stan nimmt sich Schneiders Fluchtfahrer zur Brust, der ihm eine Spur liefert, Schneiders Aufenthaltsort zu finden. Bei einer Abhöraktion von Rocky erfährt er den Aufenthaltsort Schneiders und stürmt dessen Hotelzimmer mit einer Schrotflinte. Schneider ist überrascht und seine Freundin Sandra wird, als sie versucht, Stan zu töten, von Schneider aus Versehen tödlich getroffen. Schneider flieht durch das Fenster und wird in der Seitenstraße von Stan gestellt.

## Hintergrund
- Yolande Gilot, die die Freundin von Schneider spielt, wurde in Deutschland durch den Tatort – Der Tausch mit Götz George in der Rolle der Veronique bekannt. Szenen mit ihr sind z. B. auch im dazugehörigen Musikvideo Midnight Lady von Chris Norman zu sehen.
- Bernard Farcy wurde später als Kommissar Gibert durch die Taxi-Filme von Luc Besson bekannt.
- Der deutsche Titel ist irreführend und suggeriert eine Fortsetzung. Belmondos Figur des Beaumont aus Der Profi stirbt jedoch am Ende des Films und hat keinen Bezug zur Figur des Jalard.
- Einen kurzen Auftritt im Film hat François Marcantoni (als Casino-Betreiber), der als Hauptverdächtiger durch die die Marković-Affäre bekannt wurde.
- Der Profi 2 entwickelte sich zu einem Misserfolg und wurde in Frankreich von weniger als einer Million Kinobesuchern gesehen.[3]

## Kritiken
„Ideen- und lieblos inszenierter Actionkrimi; eine unverdauliche Mixtur aus Genre-Klischees, verlogenen Rühreffekten und Gewaltszenen.“

„Nur für ganz harte Belmondo-Fans.“

„Belmondo gibt [...] in dieser reichlich uninspirierten wie bleihaltigen Knaller-Baller-Story routiniert den gewaltvollen Racheengel - und das war's auch schon. "Der Profi II" - einer der schlechtesten Filme des französischen Kinostars und ein großer Kino-Flop - mag als Beleg dienen, dass auch der Belmondo-Typus nach 15 Jahren Abnutzungserscheinungen aufweisen musste.“